# Sierra Maestra (Band)
Sierra Maestra ist eine 1976 gegründete kubanische Band, die sich bemüht, den klassischen Son der 1920er Jahre wiederzubeleben. Die Band wurde nach dem Gebirgszug Sierra Maestra im Osten Kubas benannt, aus dem der Son ursprünglich stammt.
Bekannte Mitglieder der Band waren Juan de Marcos González (bevor er zu Afro-Cuban All Stars und Buena Vista Social Club wechselte) und Jesús Alemañy, der ¡Cubanismo! gründete.
Die Band spielte in dem im Jahr 2000 erschienenen Film Salsa y Amor mit.

## Diskografie
- Sonerito, 1987, EGREM
- Grupo Sierra Maestra, 1988, EGREM
- Celeste Mendoza con Sierra Maestra, 1990, EGREM
- Criolla Carabalí, 1992, EGREM
- Son Highlights from Cuba, 1993, WERGO Schallplatten
- Dundunbanza!, 1994, World Circuit Records
- Con Salon a Cuba, 1994, EGREM
- Viaje A La Semilla, 1994, EGREM
- Tibiri Tabara, 1997, World Circuit Records
- Salsa, 2000, Universal Music
- Rumbero Soy, 2004, Riverboat Records
- Son: soul of a nation. Riverboat. 2005.
- Sonando Ya. World Vill. 2010